# Parvicellula triangula
Parvicellula triangula är en tvåvingeart som förekommer på Nya Zeeland och beskrevs 1896 av Patrick Marshall. Arten är typart för släktet Parvicellula inom familjen svampmyggor. Inga underarter finns listade i Catalogue of Life.